# Christoph Voll
Christoph Voll (født 27. juli 1897 i München, død 16. juni 1939 i Karlsruhe) var en tysk billedhugger og grafiker. 

## Opvækst
Christoph Voll blev født i München i 1897 som søn af billedhuggeren Roman Voll og moderen Augusta Felicitas. Faderen døde kort efter sønnens fødsel, og moderen besluttede at overlade sine børn Christoph og Christophs søstre til længere ophold på børnehjemdrevet af nonner. Christoph Volls opvækst var præget af den strenge og følelseskolde opvækst på børnehjemmene og den fjerne moderskikkelse, hvilket kom til at præge Volls kunst. Dette ses tydeligt i Volls tidligere værker, hvor nonner og forældreløse børn er gennemgående temaer. Barndommen synes også at have medført en vis social indignation.
I 1911 flyttede moderen fra München til Dresden efter at være blevet gift igen. Christoph Voll kom i lære som skulptør hos Albert Starke, der lærte ham de grundlæggende teknikker som skulptør. I 1915 blev han indkladt til den tyske hær, og han deltog i de følgende fire år i første verdenskrig på både Vestfronten og Østfronten. Han modtog Jernkorset af 2. grad og producerede senere enkelte værker med krigstemaer (eksempelvis Soldat mit verwundetem Kameraden fra 1927–28). Voll udtalte sig aldrig offentligt om sine krigserfaringer, men forblev overbevist pacifist resten af livet.

## Karriere som kunstner
Efter afslutningen af 1. verdenskrig blev han i 1920 medlem af Dresdner Sezession. I 1924 flyttede han til Saarbrücken i 1924 og var leder og senere professor for den nyligt etablerede Statslige skole for Kunst og Håndværk. Efter 1928 havde han en stilling ved Badische Landeskunstschule i Karlsruhe.
Hans værker blev erklæret entartet efter den nationalsocialistiske magtovertagelse i 1933. Han blev imidlertid ikke opsagt fra professoratet med det samme, men fik tværtimod forlænget med to år. Derefter blev han udsat for nye undersøgelser, men kunne fortsætte med at bruge skolens faciliteter – men kun til autoriserede formål. Protester fra kolleger med nazisympatier fortsatte, indtil ansættelsen ikke blev forlænget i 1937. I alt 11 værker blev beslaglagt.
Voll døde 1939 som fyrreårig i Karlsruhe. Han blev begravet på landsbykirkegården ved Oksby Kirke ved Blåvand i Danmark. Flere af Volls værker blev ved Volls død bragt i sikkerhed i Danmark, hvor de under krigen blev opbevaret i Christiansborgs kælder.
2005 købte Germanische Nationalmuseum fra en privatsamling 5 skulpturer (Arbeiter mit Kind (1922), Arbeiterfrau mit Kind (um 1923), Der blinde Bettler (1923), Schwangere Frau (1923) og Der Kritiker – Porträt des Literaturkritikers Arthur Binz (um 1925/26)).

## Galleri
- Barn med dukke (1921)
- Børn (1922)
- Skulptur af Voll opstilles på kunstudstilling i Berlin, 1924
- "Jüngling"
- "Eva"

## Eksterne links
Litteratur af og om Christoph Voll i det tyske nationalbiblioteks katalog
- Verkfortegnelse fra Germanischen Nationalmuseum 2006 Arkiveret 30. september 2007 hos  Wayback Machine
- Biografi med eksempler på værker, Heidelberg Universitet